# Van (album của Ban Tomiko)
Van. là album hát đơn nguyên bản thứ hai của ca sĩ Van_Tomiko(sau Farewell. Album được phát hành vào ngày 10 tháng 12 năm 2008, sau khi ban nhạc Do As Infinity của cô tái hợp.

## Danh sách trong album

### CD
1. Flower
2. Utopia
3. manacles
4. Brave
5. Yumeji (夢路; Dream Road)
6. carry out
7. Senkou (閃光; Glint)
8. message.
9. Tokyo Biyori (東京日和; Tokyo Weather)
10. Refrain
11. Van. (phần nhạc hòa tấu)

### DVD
1. Flower PV
2. Senkou PV
3. Yumeji PV
4. Tokyo Biyori PV
5. Flower (a-nation 06) live

## Xếp hạng
| Chart                | Peak position | Sales | Time in chart |
| -------------------- | ------------- | ----- | ------------- |
| Oricon Weekly Albums | #28           | 8,852 | 4 weeks       |